# Joseph Bowie

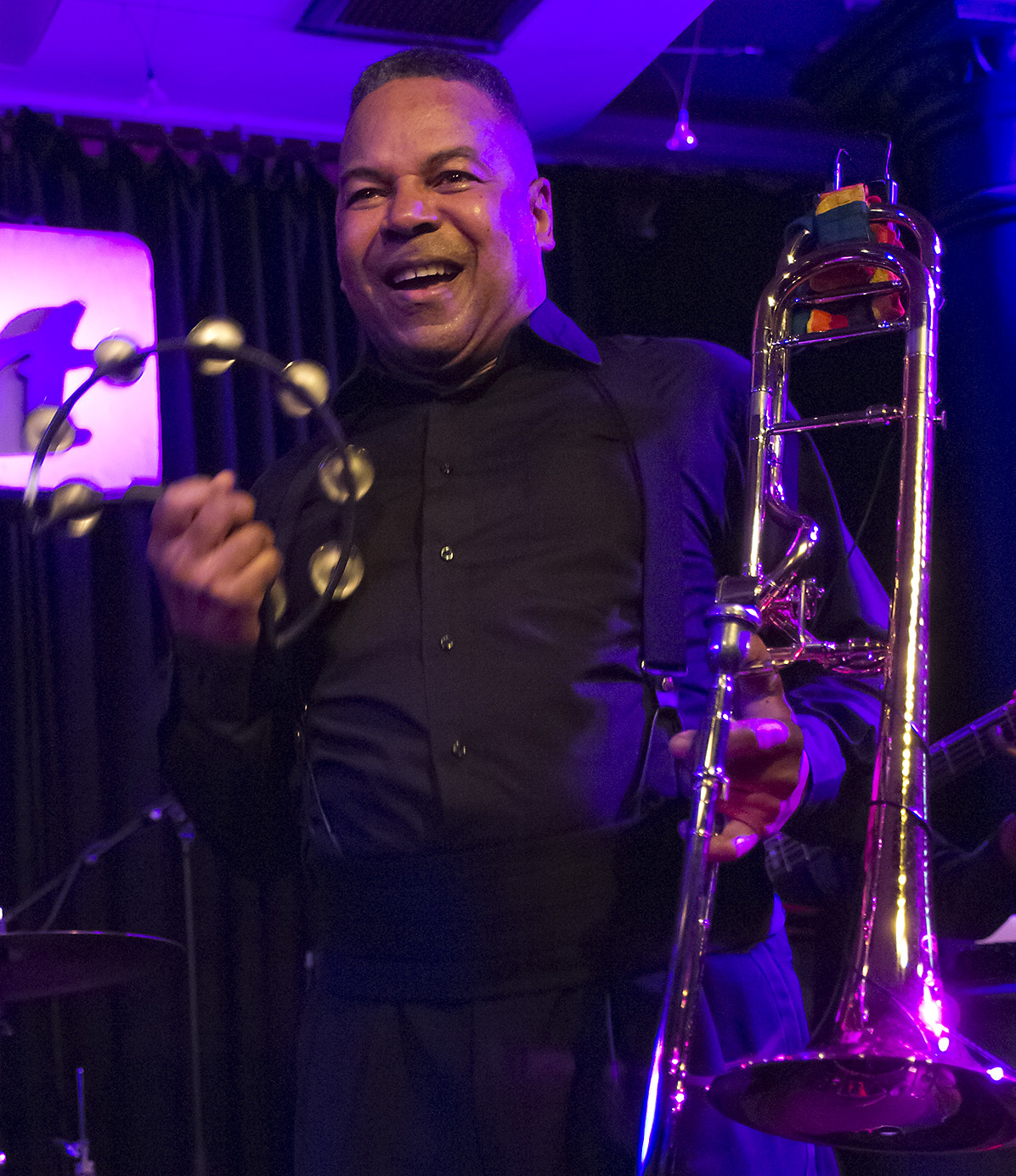
Joseph Bowie, 2012

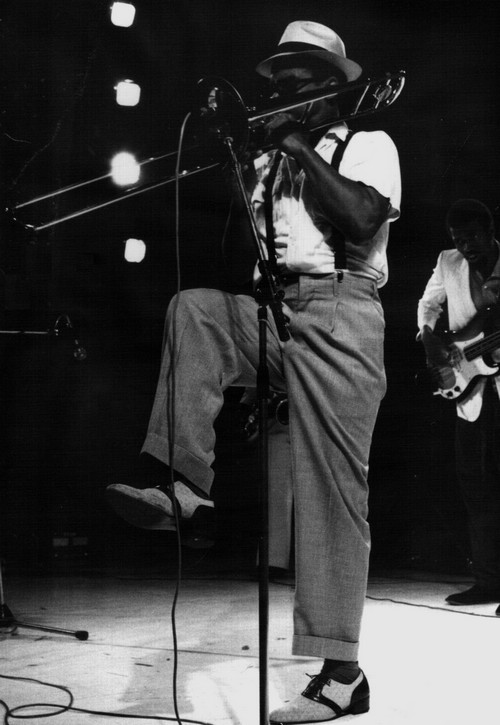
Joseph Bowie, 1980

Joseph „Joe“ Bowie (* 17. Oktober 1953 in St. Louis, Missouri) ist ein Jazz- und Funk-Musiker (Posaunist, Perkussionist und Sänger).

## Leben und Wirken
Bowie ist in einer musikalischen Familie aufgewachsen; sein Vater William Lester Bowie war Musiklehrer; die beiden älteren Brüder, Byron Bowie (Saxophon) und Lester Bowie (Trompete) waren Musiker. Er wuchs in einem zunächst von Rhythm & Blues geprägten Umfeld auf. Mit siebzehn Jahren wurde er Mitglied der Black Artists Group die 1967 in St. Louis entstanden war. Sein erster längerer internationaler Aufenthalt folgte 1971 in Frankreich mit weiteren Musikern dieser Gruppierung, nachdem die Stadt St. Louis jegliche Unterstützung eingestellt hatte: Zusammen mit Oliver Lake, Baikida Carroll, Charles Bobo Shaw, Floyd LeFlore und Julius Hemphill arbeitete er in Paris in der Black Artists Group (For Peace and Liberty: In Paris Dec 1972, ed. 2024). Während seiner Zeit dort spielte er unter anderem auch mit Alan Silva, Frank Wright, Bobby Few und 1973 auf dem Montreux Jazz Festival mit Dr. John. Immer wieder spielte er zwischen 1972 und 1978 mit Shaws Human Arts Ensemble, mit dem er auch mehrere Platten aufnahm.
Zwischen 1973 und 1976 arbeitete Bowie in New York City weiterhin mit Cecil Taylor, Frank Lowe, Leroy Jenkins, Sam Rivers, Ornette Coleman und vielen mehr, wodurch er ein fester Bestandteil der New Yorker Downtown Scene wurde. 1976 zog er kurz nach Chicago, wo er Bandleader für Tyrone Davis und andere Größen des R&B war. Ab 1978 spielte er zwei Jahre zusammen mit Shaw und Luther Thomas im St. Louis Creative Music Ensemble. Daneben arbeitete er mit James Chance (bzw. James White and the Blacks) und war an dessen Album White Cannibal beteiligt. 1980 präsentierte Bowie seine Band Defunkt, die auf die Blacks zurückgeht, und mit denen er in den folgenden Jahren mit internationalen Tourneen und Einspielungen wie Thermonuclear Sweat (1982) erfolgreich war. 1984 zog er sich für zwei Jahre vom Musikbetrieb zurück, um dann wieder mit Defunkt zurückzukehren.
Daneben spielte Bowie von 1986 bis 2005 regelmäßig im Ethnic Heritage Ensemble. Auch war er an Einspielungen von Don Pullen beteiligt und trat mit dem Liberation Music Orchestra, mit Hans Dulfer, mit Luc Houtkamps POW Ensemble, mit Count Basic, dem Vienna Art Orchestra und der David Murray Big Band auf. Er ist weiterhin im Trio mit Adam Rudolph und Omar Sosa und mit Sigi Finkels African Heart sowie mit seiner neuen Gruppe Kosen-Rufu zu hören.
Bowie war weiterhin als Gastdozent an vielen Hochschulen tätig. Seit 2003 lebt er in Holland.

## Lexigraphische Einträge
- Wolf Kampmann (Hrsg.), unter Mitarbeit von Ekkehard Jost: Reclams Jazzlexikon. Reclam, Stuttgart 2003, ISBN 3-15-010528-5.
- Martin Kunzler: Jazz-Lexikon. Band 1: A–L (= rororo-Sachbuch. Bd. 16512). 2. Auflage. Rowohlt, Reinbek bei Hamburg 2004, ISBN 3-499-16512-0.